# 诺拉尔县
诺拉尔（Narail District）为孟加拉国库尔纳专区辖县，地处孟加拉国中部；置县于1984年。县境西部和西北部与马古拉县接壤，东部与福里德布尔、戈巴尔甘尼县毗邻，南部与巴盖尔哈德、库尔纳县交界，西南部与杰索尔县相连。全境年平均温度11.2°C至37.1°C，降雨量1,467毫米。县域总面积990.23公里²，其中耕地714公里²；总人口689,021人（1991）。全县共分置3乡（乌帕齐拉），政府驻诺拉尔市。